# Neume
Neume, Neumska notacija (грч.  — „znak”) su srednjovekovni znaci za beleženje muzičke melodije. Izvedene su iz starih akcenatskih i drugih nadrednih znakova (ekfonetski znaci) i sastojale su se od kuka, zareza, crtica i njihovih kombinacija, a zamenile su antički grčki način beleženja nota slovima.
Neume na početku nisu određivale tačnu dužinu tona ni njegovu ritmičku vrednost, već su samo podsećale pevača na poznatu mu melodiju, odnosno upozoravale ga na njen uzlazni ili silazan karakter. Tokom vremena su se razvile u složen sistem koji je omogućavao razmerno potpun opis crkvenog pojanja.
Na evropskom Zapadu neume su posle XII veka zamenjene menzularnom notacijom, dalekim prethodnikom današnje notne, ali su se sve do XIX veka zadržale na pravoslavnom Istoku, i koristile se tada koj put i u beleženju narodnog pevanja. Razmerno rano neume nalazimo i u slovenskim rukopisima; najstariji poznati srpskoslovenski tekstovi sa vizantijskom neumskom notacijom potiču s kraja XIV veka, ali je najveći deo stare srpske crkvene poezije zabeležen bez neumske notacije, i melodije su joj se prenosile usmeno (krojenje).
Ispravno čitanje vizantijskih i starih slovenskih neumskih zapisa jedan je od rezultata nauke u našem veku.